# タージッディーン・アリーシャー・ギーラーニー
タージッディーン・アリーシャー・ギーラーニー（ペルシア語：تاج‌الدین علی‌شاه گیلانی Tāj al-Dīn Ali Shāh Gīlānī、? - 1324年）は、14世紀のイルハン朝のワズィール（宰相）。アリー・シャーとも表記。

## 生涯

### ワズィールになる前
アリー・シャーはもともと宝石、布帛などの物資の商人であった。アリー・シャーはその商取引を通じてアミール・フセイン・クルカーンと王侯オルジタイと知り合いになった。両人はアリー・シャーをオルジェイトゥ・ハンに紹介し、彼が才知に富み、如才なく、従順で応対に巧みだったため、オルジェイトゥのお気に入りとなった。ワズィールのサアドゥッディーン・サーヴァジーはアリー・シャーが受けている寵愛に嫉妬し、これを遠ざけるため、彼にバグダードの官営工匠府総管の職を授けた。
オルジェイトゥ・ハンがバグダードに来た時、アリー・シャーは豪華な布帛と贅を尽くして飾った大舟を献上した。オルジェイトゥ・ハンは彼のこの心尽くしに感謝の意を表し、彼を宮廷に奉侍させた。あるとき、バグダードに美声に恵まれた一人の歌姫ががあり、彼女はオルジェイトゥのそばにいてアリー・シャーの出世のためにつくした。しばらくして彼女はアリー・シャーの妻になった。
アリー・シャーはオルジェイトゥ・ハンに随行して新都スルターニーヤに赴き、かつて見たこともない壮麗なバザール、その他の建築物を建てさせた。これにオルジェイトゥ・ハンを喜ばせ、アリー・シャーへの寵愛はさらに増大した。これに対し、サアドゥッディーンはいかなる場合でもアリー・シャーを軽んじたが、一方で別のワズィールであるラシードゥッディーンはアリー・シャーに尊敬の念を示して常にへつらった。

### ワズィールとなる
1312年2月19日、サアドゥッディーンが処刑されたため、アリー・シャーは5月1日、オルジェイトゥ・ハンからワズィールに登用される。
オルジェイトゥの子でホラーサーン総督であるアブー・サイードからしばしば資金が足りないと請求が来たため、オルジェイトゥ・ハンはラシードゥッディーンとアリー・シャーに財政状況を問いただした。ラシードは財政担当ではないので責任はないと答え、アリー・シャーは一緒に国を運営しているのだから連帯責任であるとし、今後はラシードも割符証書に捺印すればよいと答えた。これに対しラシードは「人々が金銭を求めているときに、貴殿は自分の使用人に大金を支払っているにもかかわらず、貧乏なふりをして金銭をやらない貴殿とは協力できない」と言い、言い争いになった。オルジェイトゥはこれをしばらく聞いたのち、2人で行政を分担するように命じ、ラシードにはイラーク・アジャミー、フーズィスターン、大ルル、小ルル、ファールス、キルマーンを管轄させ、アリー・シャーにはアゼルバイジャン、イラーク・アラビー、ディヤール・バクル、アッラーン、ルームを管轄させた。しかし、それでもホラーサーンからの請求がくるので、オルジェイトゥはアリー・シャーに尋ねると、「ラシードの担当です」と言ったが、ラシードは痛風で4か月間休養中だったため、オルジェイトゥはアミール・チョバンに過去3か月の帳簿を検査させた。するとアリー・シャーの4人の代官のミスで300トゥメンの不正会計がみつかった。これにアリー・シャーはオルジェイトゥに泣いて誤ったため、厳重注意でとどまった。これにアミール・イリンジンとアミール・チョバンは怒ったが、アリー・シャーは莫大な贈り物で彼らをなだめた。しかし、アリー・シャーのラシードに対する反感はおさまらず、ラシードの仮病を非難し、ラシードが国庫から搾取したという嘘の告発もした。これに対し、ラシードはアミール・トクマクに黄金を払って助かったが、以後もふたりの不和は続いていったため、オルジェイトゥ・ハンは和解するよう勅命を下した。
1316年12月にオルジェイトゥ・ハンが薨去すると、1317年4月、モンゴルの諸王侯、ハトゥンおよびイルハン朝の貴族たちは首都スルターニーヤにおいてクリルタイを開催し、アブー・サイードを第9代のイルハンに推戴した。アブー・サイードは12歳であったため、オルジェイトゥの遺言に従ってアミール・チョバンをスルターン代理官に指名し、二人のワズィールの地位を追認、ルームの長官をチョバンの子ティムール・タシュに、ディヤール・バクルの長官をアミール・イリンジンに、アルメニアの長官をスナタイに、ホラーサーンの長官をアミール・エセン・クトルグに任命した。

### ラシードを死に追いやる
2人のワズィールであるラシードゥッディーンとアリー・シャーは常に対立していた。アリー・シャーはラシードが大元帥チョバンの信頼が厚いことに不安になり、ありとあらゆる手段を使ってラシードを陥れようとした。この二人の争いはディーワーン（財務省）の役人にも迷惑であったため、3人の主要な役人はアリー・シャーの汚職を立証できるから告発するようラシードに促したが、ラシードが応じなかったため、逆にアリー・シャーにラシードを陥れることを提案した。そこでアリー・シャーはアブー・バクル・アカらと結託して讒言し、10月にラシードを罷免することに成功した。アミール・セヴィンジはラシードの罷免に反対していたが、1318年1月に病没した。
1318年春、大元帥チョバンがラシードを復職させようとしたところ、それに不安になったアリー・シャーとディーワーンの役人たちは故オルジェイトゥ・ハンがラシード父子によって毒殺されたという嘘の告発をした。これによってラシードッディーンとその子スルターン・イブラーヒームは7月に処刑された。ラシードの邸宅は略奪を受け、その諸子の財産は没収され、ラシードの首は数日間タブリースの市中を引き回された。

### ワズィールの職を全うする
1319年、チョバンに厳罰に処された将校のうち、クルミシ、ガザン、ブカ・イルドチらはチョバンを激しく非難した。その後チョバンがグルジアの夏営地へ出発したのを見計らって、クルミシらはチョバンを追跡し、チョバンを強襲した。チョバンはその子フサインと2人で逃げ出し、ナフチワーンのマリク・ズイアー・ウル・ムルクに援助を乞うたが断られた。ワズィールのアリー・シャーはこのことを知るとすぐに出発し、マランドでチョバンを救出した。クルミシはアミール・イリンジンをも抱き込み、チョバンがスルターニーヤに着くよりも先にチョバンが反乱が起こしたとアブー・サイードに嘘の報告した。チョバンとアリー・シャーが戻るなり、すぐにそれが嘘であることをアブー・サイードに伝えると、反乱者に対して軍を起こした。この戦いでアミール・イリンジン、トクマク、エセン・ブカは捕縛されて火あぶりにされ、逃げたクルミシ、ブカ・イルドチらも捕らえられ処刑された。
1324年のはじめ、アリー・シャーはその生涯を終えた。イルハン朝のワズィールではじめて最期を全うした人物であった。アブー・サイード・ハンはその2子にワズィール職を与えたが、互いに反目したため罷免し、ルクン・ウッディーン・サーインを次のワズィールに任命した。